# بلونتس (كورنوال)
بلونتس (بالإنجليزية: Blunts, Cornwall)‏ هي قرية تقع في المملكة المتحدة في كورنوال.